# José Américo de Almeida
José Américo de Almeida fue una personalidad del Brasil, que desarrolló su vida en forma destacada tanto en el ámbito público, ostentando distintos cargos, como en el privado, con su labor literaria.

## Labor en el sector público
Ocupó distintos cargos gubernamentales en su país. Fue Gobernador de Paraíba. Secretario de Interior y Justicia (gobierno de João Pessoa): Ministro de Transporte, Comunicaciones y Trabajos Públicos (1930 a 1934). En 1934 fue designado embajador, aunque no llegó a tomar cargo. En 1935 fue elegido senador, y posteriormente designado Ministro de Cuentas Públicas. En 1937, siendo candidato presidencial, el golpe de Estado del 10 de noviembre (la instauración del autodenominado Estado Novo) truncó sus aspiraciones.

## Labor literaria
Escritor preocupado por los temas sociales, publicó distintas obras, destacando A Bagaceira (1928, novela); Boqueirao y Coiteiros. Fue el quinto ocupante del sillón 38 de la Academia Brasileña de Letras, elegido el 27 de octubre de 1966.

### Obras
- Reflejos de una cabra, 1922
- El Paraíba y sus problemas, 1923
- A Bagaceira, 1928
- El boqueirão, 1935
- Coiteiros, 1935
- Ocasos de sangre, 1954
- Discursos de su tiempo, 1964
- La palabra y el tiempo, 1965
- El año del negro, 1968
- Yo y ellos, 1970
- Cuarto menguante, 1975
- Antes que me lo olvidé, 1976
- Sin reír, sin llorar, 1984 (póstumo)